# Nico Monien

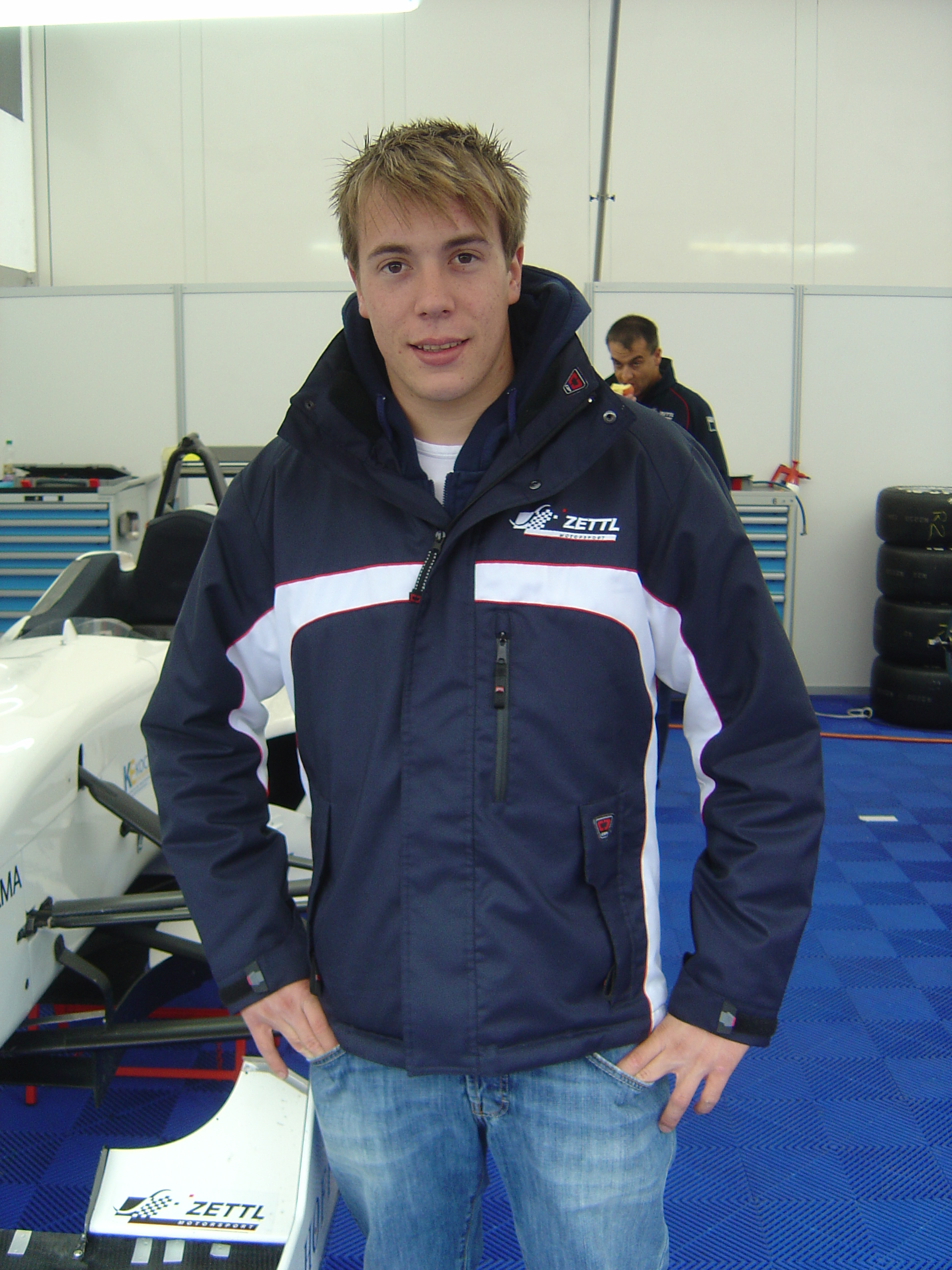
Nico Monien (2009)

Nico Marvin Monien (* 8. April 1990 in Berlin) ist ein deutscher Rennfahrer.

## Karriere
Wie die meisten Motorsportler begann Monien seine Karriere im Kartsport, den er von 1998 bis 2007 ausübte. Unter anderem wurde er 2006 Dritter der spanischen ICA Meisterschaft. 2008 gab der Deutsche in der ADAC-Formel-Masters sein Debüt im Formelsport und gewann mit zwei Siegen auf Anhieb den Vizemeistertitel der Serie hinter seinem Teamkollegen Armando Parente. 2009 wechselte Monien in den deutschen Formel-3-Cup und startete für Zettl Motorsport. Nachdem er bereits fünf Rennen auf dem Podium beendet hatte, gewann er beim zweiten Rennen auf dem EuroSpeedway Lausitz sein erstes Rennen in der deutschen Formel 3. Am Saisonende belegte er den fünften Gesamtrang und lag somit hinter seinem Teamkollegen Markus Pommer, der ohne einen Sieg Dritter wurde. Außerdem gab er beim Saisonfinale der Formel-3-Euroserie sein Debüt als Gastfahrer bei Mücke Motorsport.
2010 erhielt er kein Cockpit für die komplette Saison und er nahm für URD Rennsport startend nur an einem Rennwochenende des deutschen Formel-3-Cups teil. Dabei gelang es ihm ein Rennen zu gewinnen. Die Saison beendete er auf dem 14. Platz im Gesamtklassement.

## Persönliches
Monien wuchs in Spanien auf und ist Kfz-Mechatroniker. 2009 und 2010 war er ein Förderkandidat der Deutsche Post Speed Academy.

## Karrierestationen
- 1998–2007: Kartsport
- 2008: ADAC-Formel-Masters (Platz 2)
- 2009: Deutscher Formel-3-Cup (Platz 5)
- 2010: Deutscher Formel-3-Cup (Platz 14)